# Glozel
Glozel är en ort i kommunen Ferrières-sur-Sichon, departementet Allier, Frankrike. Orten är främst känd för de omtivstade arkeologiska fynd som gjordes på platsen 1924.

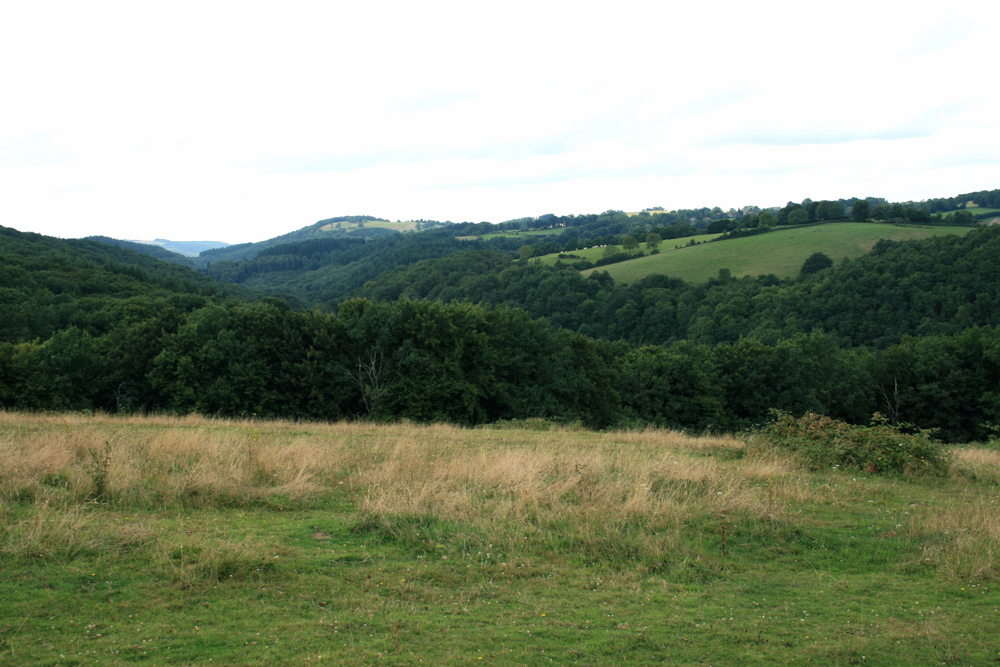
Glozel

1924 fann en ung bonde, Émile Frandin i samband med plöjning på sin gårds ägor en avlång, delvis med tegel- och stenplattor klädd fördjupning, senare tolkad som en grav. Fyllningen innehöll en mängd lerkärlsfragment, ett par stenmejslar samt en lerplatta med inristade tecken. Fyndet anmäldes till de fornminnesvårdande myndigheterna, som dock inte startade någon undersökning. En intresserad amatör, läkare i det närbelägna Vichy, doktor A. Morlet, arrenderade 1925 fyndplatsen på 9 år och påbörjade en utgrävning. Nu kom ytterligare en förmodad grav i dagen och något tusental föremål av olika slag: harpuner av ben liknande paleolitiska, enkla illa brända lerkärl (en sorts ansiktsurnor), benbitar, klapperstenar, skifferstycken med inristade djurbilder bland annat av ren. Särskilt mystiska var ett antal små lertavlor med skrivtecken, i allmänhet när överensstämmande med feniciska, äldsta grekiska, iberiska samt runinskrifter. Fynden daterades av Morlet till börja av neolitisk stenålder och förklarades härröra från en dittills inte uppmärksammad period av detta skede, Glozelien. Tidsåldern skulle karaktäriseras av lertavlor med skrivtecken och glastillverkning. Dessa uttalanden blev signalen till en våldsam under lång tid pågående vetenskaplig fejd.
Den främste bland Morlets bundsförvanter blev Salomon Reinach, som i Glozelfynden fann en bekräftelse på sina teorier om överskattningen av de orientaliska inflytandet på den europeiska kulturen. Övriga forskare kom att anmärka att föremålen med största sannolikhet härrörde från olika tidsperioder, och att delar av fynden troligen var förfalskningar. Två kommissioner som 1927 och 1928 sändes för att granska Morlets fynd och fyndplats avfärdade dessa just som förfalskningar. På Morlets begäran tillsattes 1928 en ny kommission om 12 personer från 4 olika länder för att företa kontrollgrävningar. Senare undersökningar kom att avfärda fynden som förfalskningar, men först sedan intresset för fyndplatsen redan hunnit mattas.